# Шулер с бубновым тузом
«Шулер с бубновым тузом» (фр. Le Tricheur à l'as de carreau) — картина французского живописца Жоржа де Латура.

## В дурном обществе
Только взглядами и короткими жестами обмениваются собравшиеся за карточным столом. Игра идёт по-крупному, это видно по количеству золотых монет на столе. Целая горка их лежит перед богато одетым молодым господином, в то время как его партнёр по игре прикрывает локтем свой выигрыш и пытается пустить в ход припрятанную карту — бубновый туз.

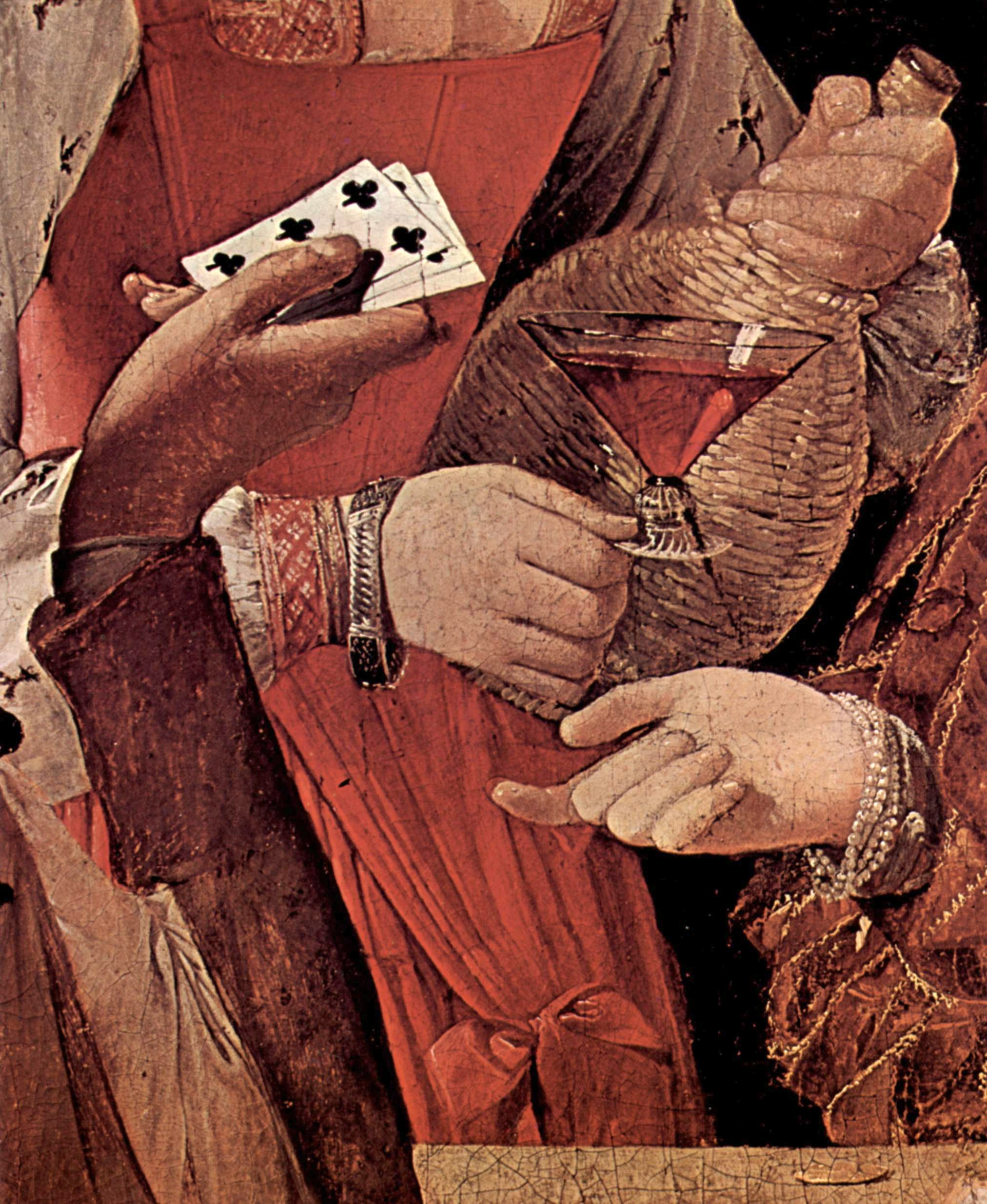
На тесном пространстве над разорением юноши слаженно работают четыре руки

Тёмный фон картины скрывает место разыгрываемого сюжета — салон, трактир или бордель. Несмотря на это, смысл сцены однозначен — он описывается в многочисленных романах и комедиях того времени. Молодой неопытный отпрыск богатых родителей приглашён куртизанкой на галантный ужин. После него она предлагает сыграть ему в карты со «случайно» оказавшимся рядом знакомым. Вместе с ним они буквально раздевают простака донага. Вместо сладострастных ласк его ожидают потеря денег, издевательства и насмешки.
Знак о вводе в игру бубнового туза исходит от белой ухоженной руки дамы. Украшенная жемчугом, она принадлежит к тем женским прелестям, которые завораживают жертву и завлекают её за карточный стол. На грубых руках служанки видны следы тяжёлой работы, а блестящие на её запястье камни слишком велики, чтобы быть настоящими. Из оплетённой соломой бутылки она наливает игрокам вино в дорогие бокалы венецианского стекла. Вино должно затуманить разум юноши, чтобы он не заметил ловкость рук карточного шулера.
Дама с картины де Латура вряд ли принадлежит к сливкам общества, судя по её связи с шулером. Однако только ситуация, в которой она изображена, позволяет судить о её двойной морали. В остальном дама и служанка очень прилично одеты, большое декольте было принято в то время.
Молодца, изображённого на картине, не грех и общипать. Помимо золотых монет у него ещё и дорогая одежда. Он одет в камзол из серого блестящего сатина, расшитый золотом и серебром и украшенный галстуком и наплечными бантами из красного шелка. Длинные рукава рубашки украшают красиво собранные в складку манжеты с каймой. Все его облачение очень дорогое и наводит на мысль, что юноша благородных кровей. Подобный костюм был в XVII веке привилегией аристократии, хотя во времена Латура границы сословий начинали потихоньку размываться, и богатые горожане могли себе позволить иметь подобный наряд. Так что молодой человек мог быть сыном купца или чиновника.
Черты его лица под кудрявыми волосами ещё не огрубевшие, у него круглые щеки и пухлые губы. Скорее всего ему лет 14-15, ребёнок по нынешним представлениям. Для своего времени он был уже взрослым. Если юноша заметит, что с ним делает его партнёр, то по правилам того времени он должен схватиться за шпагу. Может случиться, что он потеряет не только деньги, но и жизнь.
Косой взгляд куртизанки, как считает один из критиков, отражает кривые дорожки, которые ведут молодых людей к разврату. Её взгляд холоден и расчётлив, в то время как во взгляде её служанки сквозит любопытство и интерес к жертве. Шулер — единственный, кто смотрит зрителю прямо в глаза, превращая его как бы в сообщника. По его позе можно заключить, что Латур изобразил сам себя по отражению в зеркале.

## История полотна
Полотно было вновь открыто в начале XX века. Долгое время оно оставалось незамеченным и приписывалось другому художнику — в провинциальных музеях и частных собраниях, до тех пор пока почти детективная страсть одного историка искусства не связала его с совсем забытым художником из Лотарингии по имени Жорж де Латур. В 1926 году было найдено полотно «Шулер с бубновым тузом», в 1932 году его эквивалент — «Шулер с трефовым тузом» и в 50-е годы «Гадалка» — картина со схожей тематикой: жестокий мир, полный подстерегающих на каждом шагу опасностей.
Картина была приобретена Лувром в 1972 году и в настоящее[какое?] время находится в 912-м зале на 2-м этаже галереи Сюлли в Лувре. Код: RF 1972-8.

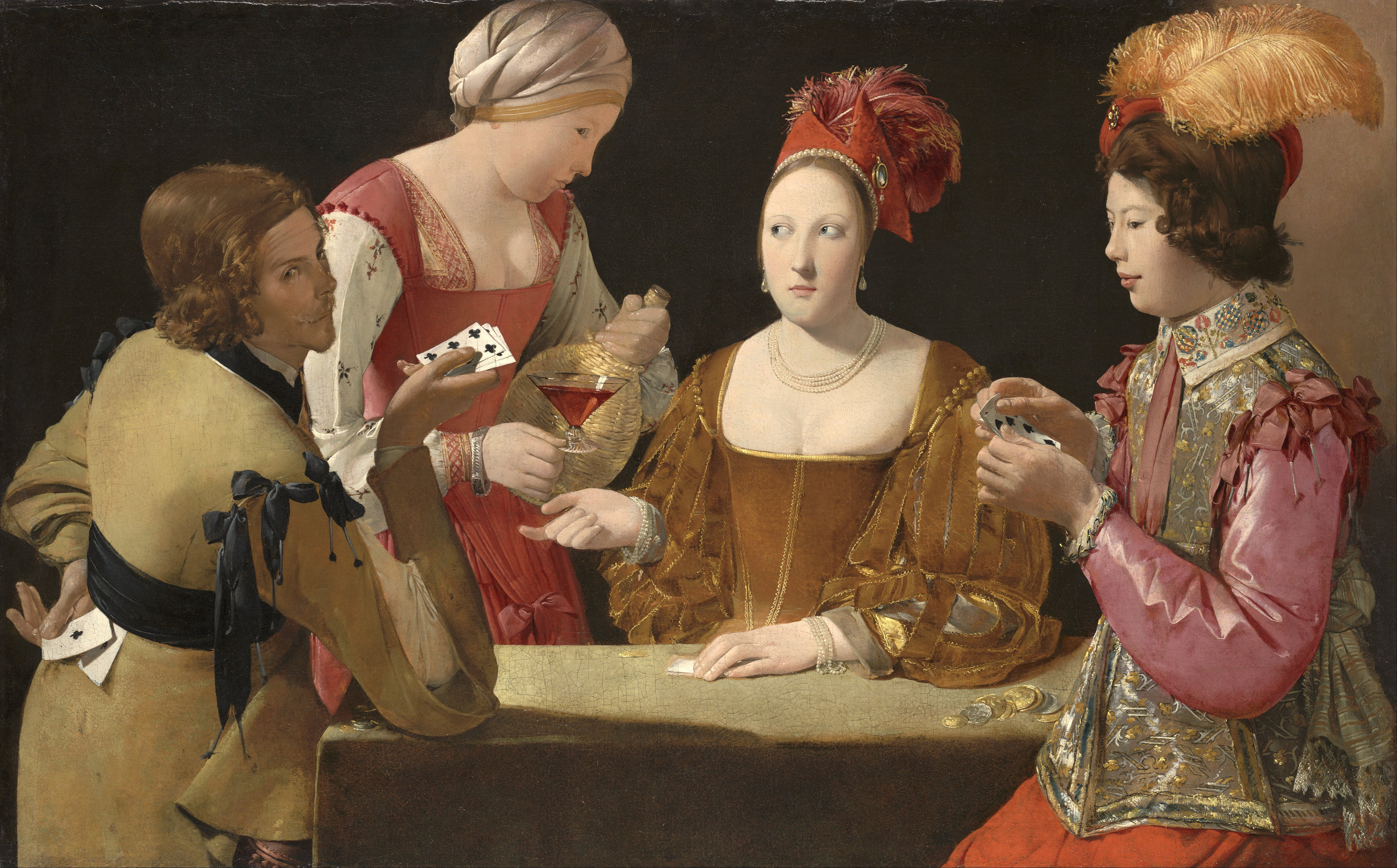
Шулер с тузом треф. 1630–1634. Холст, масло. Художественный музей Кимбелла, Техас, США

## Фильмография
- «Оборотная сторона карт», фильм Алена Жобера[фр.] из цикла «Палитры» (Франция, 1989).